# Cerastium amanum
Cerastium amanum är en nejlikväxtart som beskrevs av Peter Hadland Davis. Cerastium amanum ingår i släktet arvar, och familjen nejlikväxter. Inga underarter finns listade i Catalogue of Life.